# Salim mawla Abi Hudhayfa
 (juin 2010).
Si vous disposez d'ouvrages ou d'articles de référence ou si vous connaissez des sites web de qualité traitant du thème abordé ici, merci de compléter l'article en donnant les références utiles à sa vérifiabilité et en les liant à la section « Notes et références ».
Sâlim Mawla Abi Hudhayfa (arabe : سالم مولى أبي حذيفة) ou Salim, l'affranchi d'Abu Hudhayfa était un compagnon de Mahomet, le prophète de l'islam. Il fut appelé ainsi car il était esclave avant qu'Abu Hudhayfa ibn Utba, ne l'affranchisse et l'adopte en tant que fils adoptif, du temps où ceux-ci n'étaient pas encore musulmans. Personne ne connaissait son vrai père[réf. nécessaire]. Abu Hudhayfa, qui était un notable de Quraych, l'appela au début Sâlim ibn Abi Hudhayfa (Salam, le fils d'Abu Hudhayfa) mais lorsque le verset à propos de l'adoption fut révélé, il fut obligé de changer son nom. En effet, l'islam ne reconnait la paternité que sous trois conditions :
1. l’ascendance de l’enfant doit être inconnue ;
2. la différence d’âge entre le parent adoptif et l’enfant doit être significative ;
3. lorsque l’enfant atteint la majorité et qu’il est apte à le faire, il doit accepter la déclaration de filiation.

Abu Hudhayfa maria Salim avec Fatima bint al-Walid, la fille de son frère, al-Walid ibn `Utba.
Lorsque les musulmans séjournèrent à Qouba, une ville proche de Médine, Salim dirigea la prière. Il fit partie des quatre compagnons chez qui Mahomet recommanda fortement d'apprendre le Coran. Il avait aussi une bonne réputation par sa franchise lorsqu'il parlait. Lorsque Khalid ibn al-Walid se hâta à sortir l'épée dans une expédition envoyée par Mahomet, Salim s'interposa et condamna son geste. Lorsque Mahomet en fut informé, il se désavoua de son geste et demanda si quelqu'un n'avait pas tenté de l'en empêcher et on lui répondit que ce fut le cas de Salim.
Il participa à la guerre d'Al-Yamama en 632 contre Musaylima dit « al-Kadhdhab » (le menteur) en tant que porte-étendard à la place de Zayd ibn al-Khattab car celui-ci trouva la mort. Abu Hudhayfa et lui s'étaient promis de combattre vaillamment jusqu'au martyre s'il le fallait. Alors que les musulmans craignirent qu'il ne soit trop faible ou trop effrayé à l'idée de livrer bataille, il fit preuve d'une vaillance inattendue et leur déclara : « Si vous arrivez à me dépasser, quel misérable Hafidh du Coran je suis ! »[réf. nécessaire]. Puis il se plongea dans la bataille en citant des paroles afin de motiver les combattants musulmans jusqu'à ce qu'il perde un premier bras, puis l'autre et qu'il tombe blessé à mort. Les musulmans sortirent victorieux du combat mais au prix de nombreuses pertes. Les survivants qui s'occupaient des morts et des blessés trouvèrent Salim qui leur demanda des nouvelles d'Abu Hudhayfa et lui répondirent qu'il était tombé martyr (chahid) juste à côté de lui. Il leur demanda d'être enterré à côté de lui. `Omar ibn al-Khattab déclara avant de mourir que si Salim était encore vivant, il l'aurait désigné comme successeur.